# ناصر طهماسب
ناصر طهماسب (۲۴ آذر ۱۳۱۸ – ۱ دی ۱۴۰۲) دوبلور، بازیگر و نویسنده ایرانی بود. او کارِ دوبله را به صورت حرفه‌ای از سال ۱۳۴۰ آغاز و تا شش دهه در این حرفه فعالیت کرد. صدای طهماسب در دایی‌جان ناپلئون به جای شخصیت آقاجان (نصرت کریمی) و سریال هزاردستان به جای شخصیت ابوالفتح (علی نصیریان) از برجسته‌ترین کارهای او است.

## صداپیشگی
زندگی
ناصر طهماسب در ۲۴ آذر ۱۳۱۸ در جَهرم زاده شد. او فعالیت در دوبله را به صورت حرفه‌ای از سال ۱۳۴۰ آغاز کرد. وی برادر ایرج طهماسب بود. صدای سرد، آرام و مرموز، مهارت در ارائه تیپ‌های جدی و کمدی و لهجه‌های مختلف از ویژگی‌های او بودند. صدای طهماسب یادآور نقش‌آفرینی بازیگرانی مانند هارولد لوید، جک نیکلسون، جیمز استوارت، کری گرانت، همفری بوگارت، هنری فوندا، استیو مک‌کوئین، گری کوپر، جین هکمن، آنتونی پرکینز، پیتر سلرز، دیوید جانسن، کوین اسپیسی و ایان ریچاردسون بود. او افزون بر گویندگی نقش‌های اول، در فیلم‌های سینمایی و مجموعه‌های تلویزیونی به عنوان مدیر دوبلاژ و سرپرست گویندگان فعالیت داشته‌است.
گویندگی به جای کوین اسپیسی در هفت، جک نیکلسون در دیوانه از قفس پرید، برایان کرانستون در برکینگ بد، ریچارد دریفوس در دختر خداحافظی، داستین هافمن در پاپیون، لزلی هاوارد در بربادرفته، جانی سکا در محمد رسول‌الله و جهانگیر فروهر در سوته‌دلان (ساخته علی حاتمی، ۱۳۵۶) نمونه‌هایی از آثار او در دوبله است. همچنین نقش‌هایی که او گویندگی آن‌ها را در مجموعه‌های تلویزیونی به عهده داشته، جاناتان گرت در در برابر باد، فرمانده کسلر در ارتش سری، آقاجان با بازی نصرت کریمی در دایی‌جان ناپلئون اثر ناصر تقوایی، ابوالفتح با بازی علی نصیریان در هزاردستان اثر علی حاتمی و یوگی در کارتون یوگی و دوستان هستند.
ناصر طهماسب مانند بسیاری از دوبلورهای هم‌دوره خود از دهه ۱۳۸۰ به بعد دیدگاهی انتقادی به کیفیت دوبله های جدید در ایران داشت. از جمله در یک مصاحبه تلویزیونی با فریدون جیرانی در شبکه ۴ تلویزیون، از شمار انبوه فیلم‌هایی که برای پخش از تلویزیون و شبکه نمایش خانگی آماده می‌شدند، گلایه کرد و کیفیت ترجمه آنها را زیر سوال برد.

## مستندهای امنیتی
فعالیت‌های طهماسب از اواخر دهه ۱۳۸۰ برای همکاری در مستندهای امنیتی وابسته به حکومت جمهوری اسلامی مورد انتقاد قرار بودند.

## درگذشت
ناصر طهماسب در ۱ دی ۱۴۰۲ بر اثر سکته مغزی درگذشت. مراسم خاکسپاری وی در سکوت خبری در ۲ دی ۱۴۰۲ در بهشت زهرا تهران برگزار شد. خانواده او پس از خاکسپاری اعلام کردند برگزاری بی‌سر و صدای مراسم، وصیت خود او بوده‌است.

## بازیگری
طهماسب در یک فیلم سینمایی و یک مجموعه تلویزیونی به بازی پرداخته‌بود. نخستین تجربه بازیگری او در فیلم راه دوم (ساخته حمید رخشانی) بوده‌است. او همچنین در سریال مرگ تدریجی یک رؤیا و فیلم سینمایی من مادر هستم ساخته فریدون جیرانی بازی کرده‌بود. همچنین او در سریال کلانتر ۳ ایفای نقش کرده‌بود.

## کتابصدایی در تاریکی
کتاب معرفی زندگی و ۵۰ سال فعالیت طهماسب با عنوان صدایی در تاریکی نوشتهٔ نیروان غنی‌پور (نویسنده و منتقد سینمایی) در مهر ۱۳۹۲ رونمایی شد. کتاب مشتمل بر پنج فصل است: صدایی متولد می‌شود، پرسش و پاسخ، چیزی بیشتر از کلمات، حنجره‌ای به وسعت تمام نقش‌ها، دوبله‌شناسی ناصر طهماسب.

## گزیده آثار دوبله
| سال  | نقش                      | بازیگر               | اثر                                             | کارگردان - مدیر دوبلاژ                            |
| ---- | ------------------------ | -------------------- | ----------------------------------------------- | ------------------------------------------------- |
| ۱۹۳۱ | هانس بکرت                | پیتر لور             | ام                                              | فریتز لانگ                                        |
| ۱۹۳۴ | کاب                      | هارولد لوید          | پنجه گربه                                       | سام تیلور - سعید شرافت                            |
| ۱۹۳۹ | آبراهام لینکلن           | هنری فوندا           | آقای لینکلن جوان                                | جان فورد                                          |
| ۱۹۳۹ | اشلی ویلکس               | لزلی هاوارد          | بربادرفته                                       | ویکتور فلمینگ (دوبله مشهور دوم) - خسرو خسروشاهی   |
| ۱۹۴۰ | تام جود                  | هنری فوندا           | خوشه‌های خشم                                     | جان فورد - احمد رسول‌زاده                          |
| ۱۹۴۱ | دکتر جان لانیون          | ایان هانتر           | دکتر جکیل و آقای هاید                           | ویکتور فلمینگ - هوشنگ لطیف‌پور                     |
| ۱۹۴۱ | پروفسور برترام پاتس      | گری کوپر             | گلوله آتش                                       | هاوارد هاکس (دوبله دوم)                           |
| ۱۹۴۲ | ریک بلین                 | همفری بوگارت         | کازابلانکا                                      | مایکل کورتیز (دوبله اول) - عباس خسروانه           |
| ۱۹۴۳ | دادستان                  | وینسنت پرایس         | آهنگ برنادت                                     | هنری کینگ - پرویز بهرام                           |
| ۱۹۴۶ | دِولین                    | کری گرانت            | بدنام                                           | آلفرد هیچکاک - هوشنگ لطیف‌پور                      |
| ۱۹۵۲ | کلانتر ویل کین           | گری کوپر             | ماجرای نیمروز                                   | فرد زینمان (دوبله سوم) - ابوالحسن تهامی           |
| ۱۹۵۳ | بن‌ترین                   | گری کوپر             | ورا کروز                                        | رابرت آلدریچ (دوبله دوم)                          |
| ۱۹۵۴ | هوکر                     | گری کوپر             | باغ شیطان                                       | هنری هاتاوی                                       |
| ۱۹۵۴ | لاینس لارابی             | همفری بوگارت         | سابرینا                                         | بیلی وایلدر                                       |
| ۱۹۵۴ | هری                      | همفری بوگارت         | کنتس پابرهنه                                    | جوزف ال. منکیه‌ویچ - علی کسمایی                    |
| ۱۹۵۴ | جان وایلی                | پیتر فینچ            | گذرگاه فیل (حمله فیل‌ها)                         | ویلیام دیترله - علی کسمایی                        |
| ۱۹۵۵ | ویل                      | جیمز استوارت         | مردی از لارامی                                  | آنتونی مان                                        |
| ۱۹۵۶ | کریستوفر بالستررو (مانی) | هنری فوندا           | مرد عوضی                                        | آلفرد هیچکاک - احمد رسول‌زاده                      |
| ۱۹۵۶ | نیک بنکوکه               | راد استایگر          | هرچه سخت‌تر زمین‌می‌خورند                          | مارک رابسون                                       |
| ۱۹۵۷ | بیل گورتون               | ادی آلبرت            | خورشید همچنان می‌درخشد                           | هنری کینگ                                         |
| ۱۹۵۷ | نخستین فرد (دیویس)       | هنری فوندا           | ۱۲ مرد خشمگین                                   | سیدنی لومت                                        |
| ۱۹۵۹ | دکتر                     | مونتگومری کلیفت      | ناگهان تابستان گذشته                            | جوزف ال. منکیه‌ویچ (دوبله دوم) - هوشنگ لطیف‌پور     |
| ۱۹۶۰ | جیم                      | المر گنتری           | آرتور کندی                                      | ریچارد بروکس (دوبله اول) - علی کسمایی             |
| ۱۹۶۱ | سرجوخه میلر              | دیوید نیون           | توپ‌های ناوارون                                  | جی. لی تامپسون (دوبله سوم)                        |
| ۱۹۶۱ | جو کاردین                | جیمز گارنر           | ساعت بچه‌ها (در ایران: شایعه)                    | ویلیام وایلر - علی کسمایی                         |
| ۱۹۶۲ | جان میلز                 | ریچارد هریس          | شورش در بونتی                                   | لوئیس مایلستون (دوبله دوم)                        |
| ۱۹۶۲ | موریس                    | سرژ رژیانی           | کلاه                                            | ژان-پیر ملویل                                     |
| ۱۹۶۲ | پرنس فیصل                | الک گینس             | لورنس عربستان                                   | دیوید لین (دوبله دوم) - ایرج ناظریان              |
| ۱۹۶۳ | هیپولی                   | بروس یارنل           | ایرما خوشگله                                    | بیلی وایلدر (دوبله دوم) - منوچهر نوذری            |
| ۱۹۶۳ | بازرس کلوزو              | پیتر سلرز            | پلنگ صورتی                                      | بلیک ادواردز - محمدعلی زرندی فر                   |
| ۱۹۶۳ | لایونس راولینگز          | جیمز استوارت         | چگونه غرب تسخیر شد                              | جان فوردجرج مارشالهنری هاتاوی - علی کسمایی        |
| ۱۹۶۴ | ریچارد بنسون             | ویلیام هولدن         | پاریس در تب‌وتاب                                 | ریچارد کواین                                      |
| ۱۹۶۵ |                          | درک بوگارد           | آفتاب درخشان                                    | رالف توماس                                        |
| ۱۹۶۶ | ادی چاپمن                | کریستوفر پلامر       | جاسوس سه‌جانبه                                   | ترنس یانگ (دوبله اول)                             |
| ۱۹۶۶ | کلی اندرسون              | جان فورسایث          | مادام ایکس                                      | دیوید لوول ریچ                                    |
| ۱۹۶۷ | ویکتور                   | جان کاساوتیس         | دوازده مرد خبیث                                 | رابرت آلدریچ                                      |
| ۱۹۶۸ |                          | دیوید جانسن          | کفش‌های ماهیگیر                                  | مایکل اندرسون - ابوالحسن تهامی                    |
| ۱۹۶۸ | توماس کراون              | استیو مک‌کوئین        | حادثه توماس کراون                               | نورمن جویسون (دوبله دوم)                          |
| ۱۹۶۹ | دادستان کل               | فرانسوا پریه         | زِد                                              | کوستا گاوراس - سعید شرافت                         |
| ۱۹۷۰ | ورنون                    | دین مارتین           | فرودگاه                                         | جرج سیتون (دوبله دوم)                             |
| ۱۹۷۱ | کمیسر جیمی دویل          | جین هکمن             | ارتباط فرانسوی                                  | ویلیام فریدکین                                    |
| ۱۹۷۱ | راس                      | جان استراید          | مکبث                                            | رومن پولانسکی - علی کسمایی                        |
| ۱۹۷۲ | میلو تیندل               | مایکل کین            | بازرس                                           | جوزف ال. منکیه‌ویچ (دوبله اول و دوم) - ناصر طهماسب |
| ۱۹۷۲ | رابرت راسک               | بری فاستر            | جنون                                            | آلفرد هیچکاک - احمد رسول‌زاده                      |
| ۱۹۷۲ | فریتس وندل               | فریتز وپر            | کاباره                                          | باب فاسی                                          |
| ۱۹۷۲ | کشیش فرانک اسکات         | جین هکمن             | ماجرای پوزیدون (جهنم زیر و رو)                  | رونالد نیم                                        |
| ۱۹۷۳ |                          | روژه هنن             | اسلحه بزرگ (تونی آرزنتا)                        | دوچو تساری                                        |
| ۱۹۷۳ | لوئیس دگا                | داستین هافمن         | پاپیون                                          | فرانکلین جی. شافنر - خسرو خسروشاهی                |
| ۱۹۷۴ | گری پارکر                | رابرت وان            | آسمان‌خراش جهنمی                                 | جان گیلرمین - خسرو خسروشاهی                       |
| ۱۹۷۴ | بنی                      | وارن اوتس            | سر آلفردو گارسیا را برایم بیاور                 | سام پکین‌پا                                        |
| ۱۹۷۴ | کاراگاه جیک گیتِس         | جک نیکلسون           | محلهٔ چینی‌ها                                     | رومن پولانسکی - عباس خسروانه                      |
| ۱۹۷۵ | رندل مک مورفی            | جک نیکلسون           | پرواز بر فراز آشیانه فاخته (دیوانه از قفس پرید) | میلوش فورمن (دوبله اول و دوم) - خسرو خسروشاهی     |
| ۱۹۷۶ | بریمر                    | جک نیکلسون           | آخرین قارون                                     | الیا کازان - خسرو خسروشاهی                        |
| ۱۹۷۶ | آرتور آدامسون            | ویلیام دیون          | توطئه خانوادگی                                  | آلفرد هیچکاک - محمود قنبری                        |
| ۱۹۷۶ | بلال حبشی                | جانی سکا             | محمد رسول‌الله                                   | مصطفی عقاد - منوچهر اسماعیلی                      |
| ۱۹۷۷ | الیوت گارفیلد            | ریچارد دریفوس        | دختر خداحافظی                                   | هربرت راس - منوچهر نوذری                          |
| ۱۹۷۸ | بازرس ژاور               | آنتونی پرکینز        | بینوایان                                        | گلن جردن                                          |
| ۱۹۷۸ | کارآگاه                  | بروس درن             | راننده                                          | والتر هیل                                         |
| ۱۹۷۹ | استاکر                   | الکساندر کایدانوفسکی | استاکر                                          | آندری تارکوفسکی - خسرو خسروشاهی                   |
| ۱۹۸۰ | جک تورنس                 | جک نیکلسون           | درخشش (تلألو)                                   | استنلی کوبریک                                     |
| ۱۹۸۲ | گاندی                    | بن کینگزلی           | گاندی                                           | ریچارد اتنبرا                                     |
| ۱۹۹۲ | جان ویلیامسون            | کوین اسپیسی          | گلن‌گری گلن راس                                  | جیمز فولی                                         |
| ۱۹۹۲ | سرهنگ اسلید              | آل‌پاچینو             | بوی خوش زن                                      | مارتن برست                                        |
| ۱۹۹۵ | راجر «وِربال» کینت        | کوین اسپیسی          | مظنونین همیشگی                                  | برایان سینگر                                      |
| ۱۹۹۵ | جان دو                   | کوین اسپیسی          | هفت                                             | دیوید فینچر                                       |
| ۱۹۹۸ | بازرس ژاور               | جفری راش             | بینوایان                                        | بیله آگوست                                        |
| ۲۰۰۲ | پروفسور لاکهارت          | کنت برانا            | هری پاتر و تالار اسرار                          | کریس کلمبوس (به مدیریت خودش)                      |
| ۲۰۰۷ | ادوارد                   | جک نیکلسون           | فهرست آرزوها                                    | راب راینر                                         |
| ۲۰۰۷ | مفیستو                   | پیتر فوندا           | روح سوار                                        | مارک استیون جانسون                                |
| ۲۰۰۸ | دنیل پلین‌ویو             | دنیل دی-لوئیس        | خون بپا خواهد شد                                | پل توماس اندرسن                                   |
| ۲۰۱۰ | استیون میلز              | مایکل کین            | تلقین                                           | کریستوفر نولان                                    |
| ۲۰۱۰ | لاتسو                    | ند بیتی              | داستان اسباب بازی ۳                             | لی آنکریچ                                         |
| ۲۰۱۰ | یوگی                     | دن آکروید            | یوگی خرسه                                       | اریک بری ویگ                                      |
| ۲۰۱۲ | جیمز گوردون              | گری اولدمن           | شوالیه تاریکی برمی‌خیزد                          | کریستوفر نولان                                    |
| ۲۰۱۲ | ام                       | ریف فاینز            | اسکای فال                                       | سم مندس                                           |
| ۲۰۱۳ | ویرژیل اولدمن            | جفری راش             | بالاترین پیشنهاد                                | جوزپه تورناتوره                                   |
| ۲۰۱۵ | ارنست بلوفیلد            | کریستوف والتز        | اسپکتر                                          | سم مندس                                           |
| ۲۰۱۸ | ونسان ونگوگ              | ویلم دفو             | بر دروازه ابدیت                                 | جولیان اشنابل                                     |
| ۲۰۲۱ | ارنست بلوفیلد            | کریستوف والتز        | زمانی برای مردن نیست                            | کری فکوناگا                                       |

| نقش                                            | بازیگر                                                               | اثر                    | توضیح                        | مدیر دوبلاژ   |
| ---------------------------------------------- | -------------------------------------------------------------------- | ---------------------- | ---------------------------- | ------------- |
| دکتر ریچارد کمبل                               | دیوید جانسن                                                          | فراری                  | ۱۹۶۳ تا ۱۹۶۷ آمریکا          |               |
| یوگی                                           |                                                                      | یوگی و دوستان (کارتون) | ۱۹۷۳ آمریکا                  |               |
| دکتر جک گریفین (مرد نامرئی)                    | دیوید مک‌کالوم                                                        | مرد نامرئی             | ۱۹۷۵ تا ۱۹۷۶ آمریکا          |               |
| جاناتان گرت                                    | جان اینگلیش                                                          | در برابر باد           | ۱۹۷۸ استرالیا                | عطااله کاملی  |
| فرمانده لودویک کسلر                            | کلیفورد رز                                                           | ارتش سری               | ۱۹۷۷ تا ۱۹۷۹ انگلستان        | ایرج رضایی    |
| کوتا نامیکی                                    |                                                                      | سال‌های دور از خانه     | ۱۹۸۳ تا ۱۹۸۴ ژاپن            | ژاله علو      |
| فرانسیس ارکات                                  | ایان ریچاردسون                                                       | خانه پوشالی            | ۱۹۹۰ انگلستان                | امیرهوشنگ زند |
| والتر وایت (هایزنبرگ)                          | برایان کرانستون                                                      | بریکینگ بد             | ۲۰۰۸ تا ۲۰۱۳ آمریکا          |               |
| فرانک آندروود                                  | کوین اسپیسی                                                          | خانه پوشالی            | ۲۰۱۳ آمریکا                  |               |
| پروفسور لگاسف                                  | جرد هریس                                                             | چرنوبیل                | ۲۰۱۹ آمریکا-بریتانیا         |               |
| میرزا آقاخان نوری                              | جهانگیر فروهر                                                        | سلطان صاحبقران         | ۱۳۵۴ ایران، علی حاتمی        | ناصر طهماسب   |
| آقاجان                                         | نصرت کریمی                                                           | دایی‌جان ناپلئون        | ۵۵–۱۳۵۴، ناصر تقوایی         | احمد رسول‌زاده |
|                                                | مهدی فخیم‌زاده                                                        | طلاق، مسعود اسداللهی   | ۱۳۵۶، جلال مقامی             |               |
| ابوالفتح شف گارسون نصرالله استاد موسیقی پاسبان | علی نصیریان جهانگیر فروهر اسماعیل محرابی اسماعیل محمدی نعمت‌الله گرجی | هزاردستان              | ۶۶–۱۳۵۸ ایران، علی حاتمی     | علی کسمایی    |
|                                                | علی نصیریان                                                          | گرگها                  | ۶۶–۱۳۶۵ ایران، داود میرباقری |               |
| تئودور آستروک                                  |                                                                      | مدار صفر درجه          | ۱۳۸۶ ایران، حسن فتحی         | بهرام زند     |

| سال  | نقش          | اثر         | تهیه‌کننده- مدیر دوبلاژ    | تولید         |
| ---- | ------------ | ----------- | ------------------------- | ------------- |
| ۱۳۹۴ | اسقف و هیرود | شاهزاده روم | حامد جعفری- ناصر طهماسب   | گروه هنر پویا |
| ۱۳۹۸ | عبدالمطلب    | فیلشاه      | حامد جعفری- سعید شیخ زاده | گروه هنر پویا |

| سال  | اثر                     | کارگردان                        | تولید                     |
| ---- | ----------------------- | ------------------------------- | ------------------------- |
| ۱۳۹۴ | ساعت شش به وقت واشینگتن | امیر حسین نوروزی                | سازمان هنری رسانه‌ای اوج   |
| ۱۳۹۲ | رمز و راز ملکه          | مهدی نقویان                     | مرکز فیلم مستند حوزه هنری |
| ۱۳۹۳ | تایتانیک                | مهدی نقویان                     | شبکه اول سیما             |
| ۱۳۹۳ | در برابر طوفان ۱        | مهدی نقویان                     | مرکز مستند سوره           |
| ۱۳۹۵ | در برابر طوفان 2        | مهدی نقویان                     | شبکه مستند سیما           |
| ۱۳۹۷ | مجموعه پس از طوفان      | مهدی نقویان                     | شبکه مستند سیما           |
| ۱۳۹۵ | مجموعه خارج از دید ۱    | مهدی نقویان                     | مرکز بسیج صداوسیما        |
| ۱۳۹۷ | مجموعه خارج از دید 2    | مهدی نقویان                     | شبکه سه سیما              |
| ۱۳۹۷ | مجموعه روایت رهبری      | مهدی نقویان                     | دفتر حفظ و نشر آثار       |
| ۱۳۹۸ | مجموعه در لباس سربازی   | مهدی نقویان                     | دفتر حفظ و نشر آثار       |
| ۱۳۹۵ | طیب                     | مهدی مطهر و احمد کشاورز         | سازمان هنری رسانه‌ای اوج   |
| ۱۳۹۶ | نار و انار              | حیدر بنی حمزه                   | واحد مستند عمار           |
| ۱۳۹8 | ملاقات در مدار بسته     | مهدی جوزایی و امیرحسین خلیل‌زاده | سازمان هنری رسانه‌ای اوج   |
| ۱۳۹۵ | مجموعه سپیدجامگان       | امین قدمی                       | گروه مستند شبکه دو سیما   |
| ۱۳۹۴ | نقش جان                 | رضا رشیدیان                     | شبکه مستند سیما           |
| ۱۳۹۵ | من تکنوکرات هستم        |                                 | مرکز مستند سفیرفیلم       |
| ۱۳۹۴ | خاطرات خانه متروک       | مهدی فارسی                      | مرکز مستند حوزه هنری      |
| ۱۳۹۴ | زهر شیرین               | اصغر بختیاری                    |                           |
| ۱۳۹۹ | ساید بای ساید           | سید محمدرضا ترین سان            |                           |

## فیلم‌شناسی

### نویسنده
- زن امروز (۱۳۷۵)
- پرواز را به خاطر بسپار (۱۳۷۱)

## مدیر دوبلاژ
- شاهزاده روم (۱۳۹۴)
- جلال‌الدین (۱۳۹۳)
- قاب‌های خالی (۱۳۸۶)
- هیام (۱۳۸۲)
- مسافر ری (۱۳۷۹)
- لاک‌پشت (۱۳۷۵)
- پاییز بلند (۱۳۷۲)
- سفر (۱۳۷۱)
- گل‌های داوودی (۱۳۶۳)

## آثار ایرانی
- مرتضی عقیلی در فیلم‌های:کاکو، لوطی، زن یکشبه، پنجمین سوار سرنوشت
- علی نصیریان در هزاردستان، کمال الملک، گرگها، روشنتر از خاموشی، شیخ بهایی
- خسرو شکیبایی در فیلم‌های: دادشاه، خط قرمز
- بهمن مفید در فیلم باباشمل (فیلم)
- جمشید هاشم‌پور در فیلم لاک‌پشت
- جمشید مشایخی در فیلم تحفه‌ها
- عنایت‌الله بخشی در فیلم ستاره و الماس
- پرویز پورحسینی در طلسم
- حسین پناهی در هشت بهشت
- هادی اسلامی در خواستگاری
- خسرو شجاع زاده در دل نمک
- علی آزاد در فیلم گروگان
- اسماعیل محمدی در هزاردستان، کمال الملک، جاده‌های سرد
- نعمت اله گرجی در هزاردستان
- احمد فخر در مزد ترس و بازی با مرگ
- اسماعیل خلج در روشنتر از خاموشی
- جهانگیر فروهر (در نقش پیشکار خان حاکم) در هزاردستان، در نقش میرزا آقاخان نوری در سلطان صاحبقران، سوته دلان
- اسماعیل محرابی در هزاردستان
- نصرت کریمی در دایی جان ناپلئون
- رضا بابک در ارثیه، گربه آوازه خوان و گل پامچال
- عنایت شفیعی در مردی که زیاد می‌دانست
- بهزاد جوانبخش در تاراج
- مهدی فخیم زاده در طلاق
- آتیلا پسیانی در هفت سنگ
- راوی سریال سرباز
- راوی فیلم سینمایی سن پطرزبورگ سال ۱۳۸۸ ساخته بهروز افخمی
- راوی رئالیتی شو (جوکر) ساخته احسان علیخانی سال ۱۴۰۰